# Вальтер Вюст

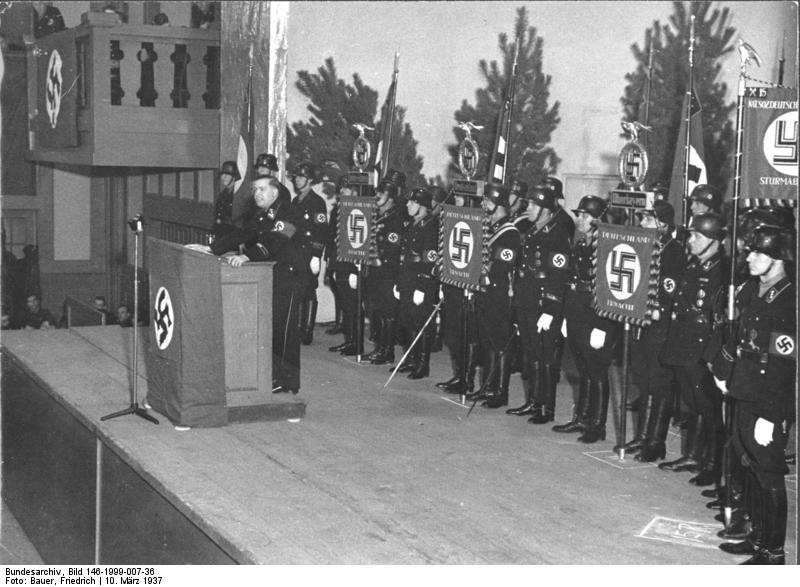
Вальтер Вюст промовляє з трибуни.

Вальтер Вюст (нім. Walther Wüst, 7 травня 1901 — 21 березня 1993) — німецький сходознавець, індолог, оберфюрери СС, директор Аненербе.

## Біографія

### Ранні роки. Академічна кар'єра
Народився в сім'ї вчителя виправного будинку. Його брат загинув на Першій світовій війні. Відвідував народні школи в Кульмбаху і Ліхтенау. У 1920 р. закінчив гуманітарну гімназію в Кайзерлаутерні і того ж року вступив до Мюнхенського університету, де вивчав індологію, якою, за деякими даними, захопився ще учнем гімназії . Крім індології, відвідував лекції з філософії, літератури, загального і порівняльного релігієзнавства, індогерманського мовознавства, геополітики. Був поліглотом, володів  готською, давньоскандинавською, низкою діалектів німецької, гінді, санскритом і палі . У 1926 р. захистив кандидатську дисертацію «До питання історії давньоіндійського віршування». З 1926 р. доцент, з 1927 р. викладав історію індійської літератури, історію, мови і палеографії  Стародавньої Індії. З 1932 р. професор.

### Кар'єра в нацистській Німеччині
У 1935 р. зайняв місце декана філософського факультету Мюнхенського університету . У 1936 р. вступив в СС і вже в наступному році був запрошений обійняти посаду президента Аненербе. Незабаром, однак, посаду президента обійняв рейхсфюрер СС Генріх Гіммлер, а Вюст став фактично виконуватиме функції директора та наукового куратора Аненербе . Одночасно очолював навчально-дослідні підрозділи індогерманської арійської культури та мов та індогерманського арійського мовознавства і культурології.
У 1941—1945 рр.. — ректор Мюнхенського університету. Був одним з провідних вчених-прихильників націонал-соціалізму. Особисто брав участь у розслідуванні справи підпільної групи «Біла Троянда», що діяла в Мюнхенському університеті.

### Після війни
Влітку 1945 р. Вюст був заарештований американською військовою поліцією. Перебував у таборах для інтернованих у Моозбургу, Ландсбергу і Дахау. 9 листопада 1949 засуджений головною судовою палатою Мюнхена до трьох років робочих таборів, однак уникнув вироку, тому що йому було зараховано попередній термін ув'язнення. Був також позбавлений права вільно працювати за фахом, проте пізніше знову публікувався.

## Твори
- Про мову індогерманських поетів (Von indogermanischer Dichtersprache. München: Kitzinger, 1969).
- Давньоперсидські дослідження (Altpersische Studien. München: Kitzinger, 1966).
- Idg. peleku-'Axt, Beil'. Helsinki: Suomalainen Tiedeakatemia, 1956.
- Рудра (Rudrá. München: Kitzinger in Komm., 1955).
- Indogermaanse belijdenis. Amsterdam: «Hamer», 1944.
- Індогерманська свідомість (Indogermanisches Bekenntnis. Berlin-Dahlem: Ahnenerbe-Stiftung Verl., 1943).
- Японія і ми (Japan und wir. Berlin: Ahnenerbe-Stiftg Verl., 1942).
- Смерть і безсмертя в картині світу індогерманських мислителів (Tod und Unsterblichkeit im Weltbild indogermanischer Denker. Berlin: Nordland-Verl., [1939]).
- Імперія: Думки і дійсність у древніх аріїв (Das Reich: Gedanke und Wirklichkeit bei d. alten Ariern. München: Gäßler, 1937).
- Порівняльний та етимологічний словник давньоіндійської мови (Vergleichendes und etymologisches Wörterbuch des Alt-Indoarischen (Altindischen). Heidelberg: Carl Winter [Verl.], 1935).
- Індо-іранські дослідження (Studia Indo-Iranica. Leipzig: Harrassowitz, 1931).
- Історія стилю і хронологія Рігведи (Stilgeschichte und Chronologie des Rgveda. Leipzig: Deutsche Morgenländ. Gesellschaft, 1928).